# Militärflugplatz Orléans-Bricy

i7
i11
i13
Die Base aérienne 123 Orléans-Bricy (B.A. 123) ist ein Militärflugplatz der französischen Luftstreitkräfte (Armée de l’air). Die Basis liegt in der Region Centre-Val de Loire im Département Loiret auf dem Gebiet von vier Gemeinden, u. a. Bricy, etwa 15 Kilometer nordwestlich von Orléans. Sie ist mit Évreux eine von zwei Heimatbasen der mittelschweren taktischen Transportflugzeuge der Armée de l’air und als solche ist sie seit August 2013 weltweit erster Stationierungsort der Airbus A400M Atlas.

## Geschichte
Die Geschichte der Basis 123 reicht bis in das Jahr 1933 zurück, als hier eine Materialversuchsanstalt etabliert wurde, der eigentliche Militärflugplatz wurde 1936/1937 errichtet und war vor dem Zweiten Weltkrieg Heimat der 22. Bomberstaffel (22e escadre de bombardement).
Während des Krieges nutzte die Luftwaffe nach dem Ende des Westfeldzuges den Platz ab Juni 1940. Zwischen Ende Juni 1940/Anfang Juli 1940 und Ende Januar 1941 war Bricy zunächst ein Stützpunkt des Lehrgeschwaders 1. In dieser Zeit lagen hier der Stab (bis Mitte Dezember 1940), die I. und II. Gruppe, letztere bis Mitte Januar 1941. Das Geschwader war mit Ju 88A-5 und He 111H ausgerüstet. Die Basis blieb hauptsächlich ein Bomberstützpunkt. Ebenfalls mit He 111H ausgerüstet nutzte sie zunächst von April bis Juni 1941 die III. Gruppe des Kampfgeschwaders 27 (III./KG 27).
Im August 1942 wurde der Platz für einige Tage durch die 5. Staffel der Jagdfliegerschule 5 genutzt.
Mit der IV. Gruppe des Kampfgeschwaders 76 (IV./KG 76) lag hier im Oktober/November 1942 ein weiterer Bomberverband, ausgerüstet mit Ju 88A. Eine weitere He 111H Einheit ab 1942 war die IV. Gruppe des Kampfgeschwader 53 (IV./KG 53), sie blieb hier bis Anfang 1944.
Die I. Gruppe des Kampfgeschwaders 40 (I./KG 40) brachte zwischen Mitte Mai und Mitte Juni 1944 mit der He 177 einen weiteren Bombertyp nach Bricy. Letzter Luftwaffenverband in Bricy waren Stab und I. Gruppe des Kampfgeschwaders 54 (S. und I./KG 54), deren Ju 88A in der dritten Augustwoche von hier aus operierten.
Nach der Befreiung der Gegend durch die US Army im August 1944 nutzten bis Kriegsende die United States Army Air Forces (USAAF) den Platz. Den USAAF diente Airfield A.50, so seine alliierte Codebezeichnung, als Stützpunkt der Ninth Air Force. Hier lagen unter anderem im September/Oktober 1944 die 394. Bombardment Group mit B-26 und zwischen November 1944 und Oktober 1945 die 440. Troop Carrier Group mit C-47.
Nach dem Krieg und der Rückgabe an Frankreich wurde Bricy umfangreich neu aufgebaut und erneut für einige Jahre eine Basis für Flugversuche der ersten französischen Düsenjäger, bevor sie 1953 ihre heutige Funktion als Transportflugzeugstützpunkt erhielt. Zunächst kamen die heutige escadron du transport ET 1/61 "Touraine" und ET 3/62 "Poitou" auf der B.A.123 an, und 1955, nach Frankreichs Niederlage im Indochinakrieg, verlegte als dritte fliegende Gruppe die ET 2/62 "Franche-Comté" aus Tonkin kommend zurück ins Mutterland. Das damalige Einsatzmuster war die Noratlas.

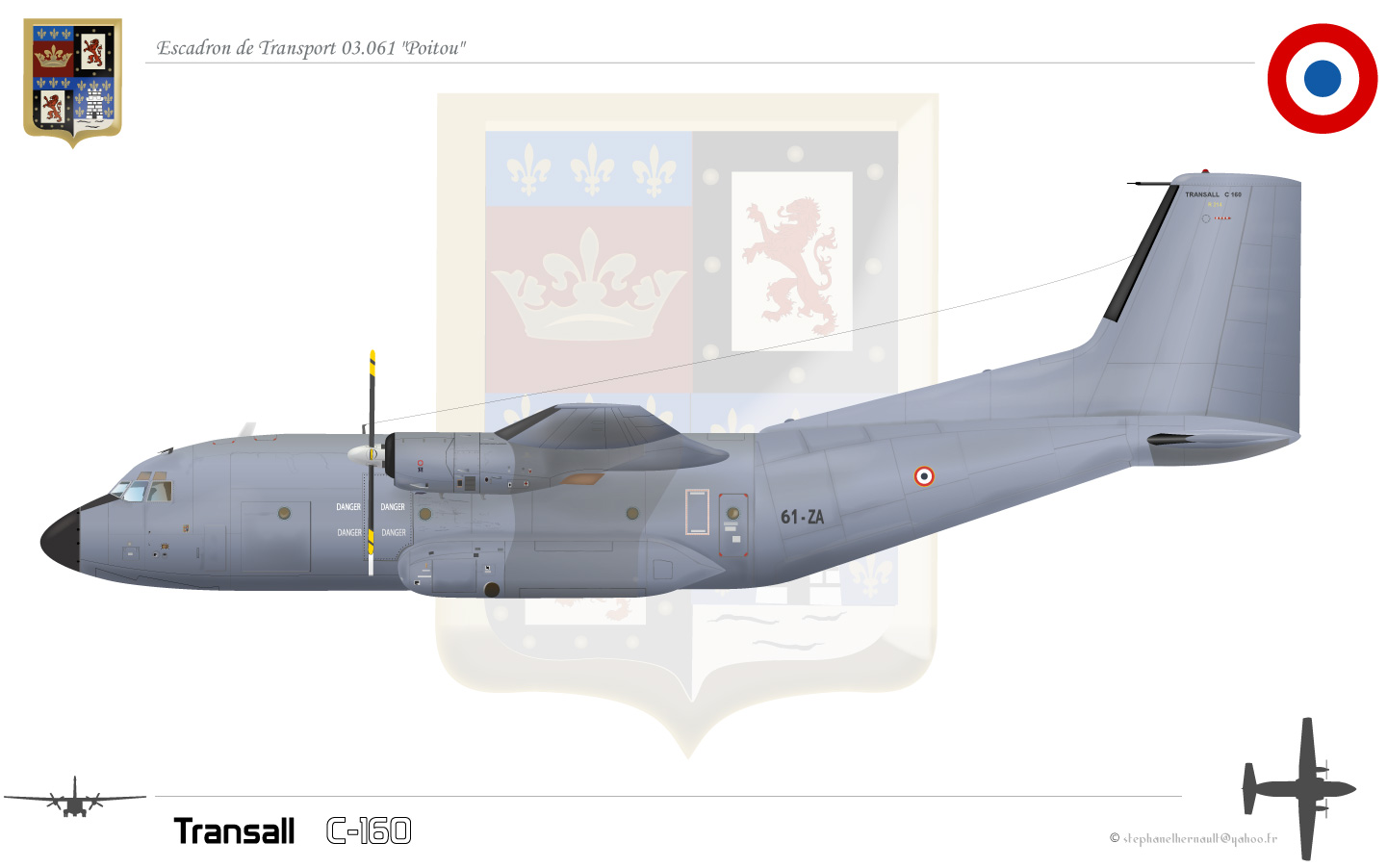
C160R, ET 1/61 "Touraine"

Die ET 1/61 erhielt 1967 die ersten Transalls und 1982 erhielt die ET 2/62 ihre ersten C-130H Hercules.
Im Jahre 1994 erhielt die Basis den Namen „Commandant Charles Paoli“. Die Außerdienststellung der Transall begann 2012 bei der ET 1/61.
Im Zuge der Erneuerung der europäischen Lufttransportflotten mit der A400M bleibt Orléans-Bricy das Transportfliegerzentrum und wurde französischer Typstützpunkt des neuen Einsatzmusters, von dem Frankreich 50 Stück bestellt hat. Im Hinblick auf den Zulauf der Atlas-Flotte wurde die Basis modernisiert und ausgebaut. Hierzu zählten die Verstärkung der Piste, die Modernisierung des großen Hangars 18, der Bau des neuen Hangars 19 für zwei A400M, eine Verdoppelung der Außenabstellflächen und ein neuer Tower. Hinzu kamen neue Gebäude für die Besatzungs- und Technikerausbildung des neuen Luftfahrzeugtyps. Die erste Atlas traf 2013 in Bricy ein. Zur Einführung diente ab August 2013 zunächst übergangsweise das Multinational Entry into Service Team A400M (MEST A400M) 2/338.
Aufgrund der Wiedereinführung von Geschwadern bei den französischen Luftstreitkräften wurde das 61. Lufttransportgeschwader (61e escadre de transport) am 1. September 2015 als A400M-Verband reaktiviert.
Zwei Jahre später folgte 2017 die Wiederaufstellung des 62. Lufttransportgeschwaders (62e escadre de transport) für die C-130, dass wenig später im Dezember 2017 seine erste C-130J-30 erhielt und im September 2019 seine erste KC-130J. Die C/KC-130J Super-Hercules verließen das Geschwader 2021 Richtung Basis 105 und die C-130H sollen ihnen bis 2024 in die Normandie folgen. Im Hinblick darauf wurden das 62. Geschwader un dessen Einsatzstaffel ETO 2/61 "Franche-Comté" im Juni 2022 deaktiviert.

## Heutige Nutzung

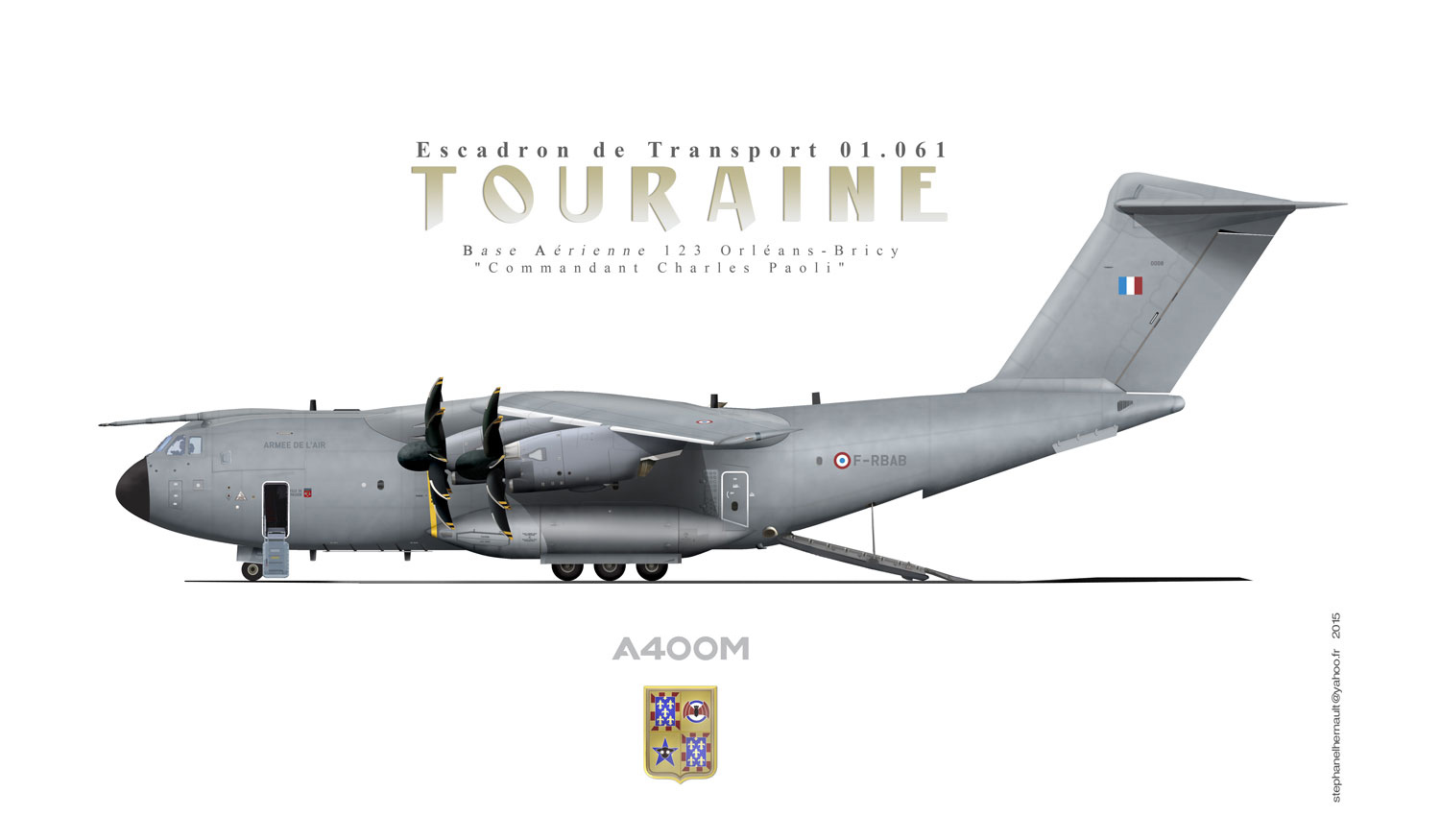
A400M, ET 1/61 "Touraine"

Die Basis beherbergt zurzeit (2023) folgende Verbände:
- 61e escadre de transport (61e ET) mit zwei fliegenden Einsatz-Staffeln Airbus A400M Atlas, der ET 1/61 "Touraine" (seit September 2014[7]) und der ET 4/61 "Béarn" (seit September 2021[8]), einer dritten fliegenden Staffel, der ET 3/61 "Poitou" für Spezialeinsätze, ausgerüstet seit 2014 mit DHC 6-300, der Ausbildungsgruppe 00.340, der Technischen Gruppe ESTA 2E.061 und der Unterstützungsgruppe 06.061

Hinzu kommen noch folgende nichtfliegende Verbände.
- Fallschirmjägerkommando 10 (commando parachutiste no. 10, CPA 10), als Teil des Spezialeinsatzkommandos (COS)
- Fernmeldegruppe 10.800 (groupe de telécommunication 10.800, GT 10.800)

## A400M-Einführung
Analog der Eurocopter-Tiger-Ausbildung schulen Deutschland und Frankreich gemeinsam für ihre Atlas-Flotten. Das (französische) Herz sind zwei „Full Flight“-Simulatoren von Thales, die 2013 und 2016 in Dienst gestellt wurden. Frankreich übernahm im Rahmen der Übereinkunft mit Deutschland die Taktikausbildung der Einsatz-Besatzungen, Deutschland seit 2017 die Grundausbildung gemäß JAR-FCL am deutschen Typstützpunkt Wunstorf. In einer Übergangsphase erfolgten die Schulungen bei Airbus Military in Sevilla. Das in Mont-de-Marsan beheimatete Versuchszentrum der Militärfliegerei (centre d'expériences aériennes militaire, CEAM) unterstützte die Einführung vor Ort.

## Sonstiges
Neben Bricy weit außerhalb im Nordwesten Orléans befand sich deutlich stadtnäher zwischen 1913 und 1972 ein weiterer teilweise militärisch genutzter Flugplatz, das Aérodrome d’Orléans-Saran.

### Flugplatz Orléans-Saran
Der Flugplatz entstand ab 1911 südlich Sarans und besaß zuletzt eine befestigte Start- und Landebahn.
Auch dieser Platz wurde im Verlauf des Zweiten Weltkriegs durch die deutsche Luftwaffe genutzt. Im Frühjahr 1944 war dieser Platz Basis der zweiten Staffel des Jagdgeschwaders 103. Zwischen 1952 und 1967 war der Flugplatz ein Standort der US Army, die ihn in geringem Umfang auch fliegerisch nutzte.